# 平沢始興高速道路
平沢始興高速道路（ピョンテクシフンこうそくどうろ、153号線）は大韓民国京畿道平沢市から安山市を経て京畿道始興市に至る高速道路（高速国道）である。

## 概要
西海岸高速道路のバイパス路線として、海岸沿いに近い地域を経由し、当該地域の工業団地の需要分散のため建設された路線で、2005年2月民間による建設路線として計画確定された路線である。2008年、正式に高速国道153号平沢始興高速道路として高速国道に指定され、民間事業者の第二西海岸高速道路により着工、2013年開通した。
後に首都圏第二循環高速道路の計画区間の一部が開通、麻道JCT～南安山JCT間が本路線との重複になった。交通量が増えているつつ、大型貨物車の交通量が多いため、拡張の要求があり、現在構想中である。

### 路線データ
- 起点：京畿道平沢市青北邑（西平沢JCT）
- 終点：京畿道始興市去毛洞（君子JCT）
- 全長：40.0 km
- 管理会社：第二西海岸高速道路（2013年～2043年[4]）
- 制限最高速度 100 km/h（但し、西始興TG～君子JCT間は80 km/h）
- 制限最低速度 50 km/h
- 車線数
  - 西平沢JCT～南安山IC：4車線
  - 南安山IC～君子JCT：6車線

## 歴史
- 2005年5月10日 「平沢～始興高速道路」事業（仮称）の第三者提案公告[5]
- 2008年1月3日 高速国道153号平沢始興高速道路の新規指定[2]
- 2008年3月28日 「平沢～始興高速道路」民間投資事業の実施計画が承認[6]
- 2013年3月28日 全区間開通[7]
- 2021年9月7日 麻道JCT～南安山JCT間を首都圏第二循環高速道路との共用区間として指定[8]

## 道路状況

### 交通量
24時間交通量（台） 交通量統計年報（随時統計）
| 区間                   | 2013年 | 2015年 | 2020年 | 2023年 |
| ---------------------- | ------ | ------ | ------ | ------ |
| 西平沢JCT - 朝岩IC     | 47,604 | 52,606 | 58,029 | 52,802 |
| 朝岩IC - 麻道JCT       | 54,191 | 51,241 | 64,046 | 57,260 |
| 麻道JCT - 松山麻道IC   | 54,191 | 51,241 | 64,046 | 70,332 |
| 松山麻道IC - 南安山JCT | 57,506 | 68,405 | 74,409 | 73,745 |
| 南安山JCT - 南安山IC   | 57,506 | 68,405 | 74,409 | 62,908 |
| 南安山IC - 君子JCT     | 53,089 | 62,133 | 65,411 | 60,503 |

## インターチェンジなど
- 全区間京畿道所在。

| IC 番号                         | 施設名                          | 施設名                          | 接続路線名                                           | 起点 から (km)                  | 備考                                 | 所在地                          |
| 平沢堤川高速道路 安城・堤川方面 | 平沢堤川高速道路 安城・堤川方面 | 平沢堤川高速道路 安城・堤川方面 | 平沢堤川高速道路 安城・堤川方面                      | 平沢堤川高速道路 安城・堤川方面 | 平沢堤川高速道路 安城・堤川方面      | 平沢堤川高速道路 安城・堤川方面 |
| ------------------------------- | ------------------------------- | ------------------------------- | ---------------------------------------------------- | ------------------------------- | ------------------------------------ | ------------------------------- |
| 1                               | 西平沢JCT                       | 서평택 분기점                   | 高速国道15号西海岸線 高速国道40号平沢堤川線（連結）  | 0.0                             |                                      | 平沢市                          |
| 2                               | 朝岩IC                          | 조암 나들목                     | 国道77・82号（浦升郷南路） 地方道310号（ポドゥル路） | 10.7                            |                                      | 華城市                          |
| 2-1                             | 麻道JCT                         | 마도 분기점                     | 高速国道400号首都圏第二循環線                        | 19.2                            | ここから首都圏第二循環線との重複区間 | 華城市                          |
| 3                               | 松山麻道IC                      | 송산마도 나들목                 | 地方道322号（華城路）                                | 22.3                            |                                      | 華城市                          |
| SA                              | 松山葡萄SA                      | 송산 포도 휴게소                |                                                      | 25.4                            |                                      | 華城市                          |
| 4-1                             | 南安山JCT                       | 남안산 분기점                   | 高速国道400号首都圏第二循環線                        | 32.9                            | ここまで首都圏第二循環線との重複区間 | 安山市                          |
| 4                               | 南安山IC                        | 남안산 나들목                   | 安山市都市計画道路大路2-9号（陵ギル路）              | 36.2                            |                                      | 安山市                          |
| TG                              | 西始興料金所                    | 서시흥 요금소                   |                                                      | 38.8                            | 本線料金所                           | 始興市                          |
| 5                               | 君子JCT                         | 군자 분기점                     | 高速国道50号嶺東線                                   | 40.0                            | 仁川方面との連絡のみ                 | 始興市                          |
| 嶺東高速道路 月串・西昌方面     |                                 |                                 |                                                      |                                 |                                      |                                 |